# Gyo Obata
Gyo Obata (San Francisco, 28 febbraio 1923 – Saint Louis, 8 marzo 2022) è stato un architetto statunitense, figlio del pittore Chiura Obata e di  Haruko Obata, designer floreale.
Nel 1955 ha co-fondato lo studio di architettura globale HOK, ex Hellmuth, Obata + Kassabaum.
Fra i più importanti progetti realizzati si ricordano il Planetario McDonnell e il GROW Pavilion presso il Saint Louis Science Center, l'Independence Temple della Comunità di Cristo, il National Air and Space Museum di Washington DC e la Biblioteca e Museo Presidenziale "Abramo Lincoln" a Springfield nell'Illinois.

## Biografia

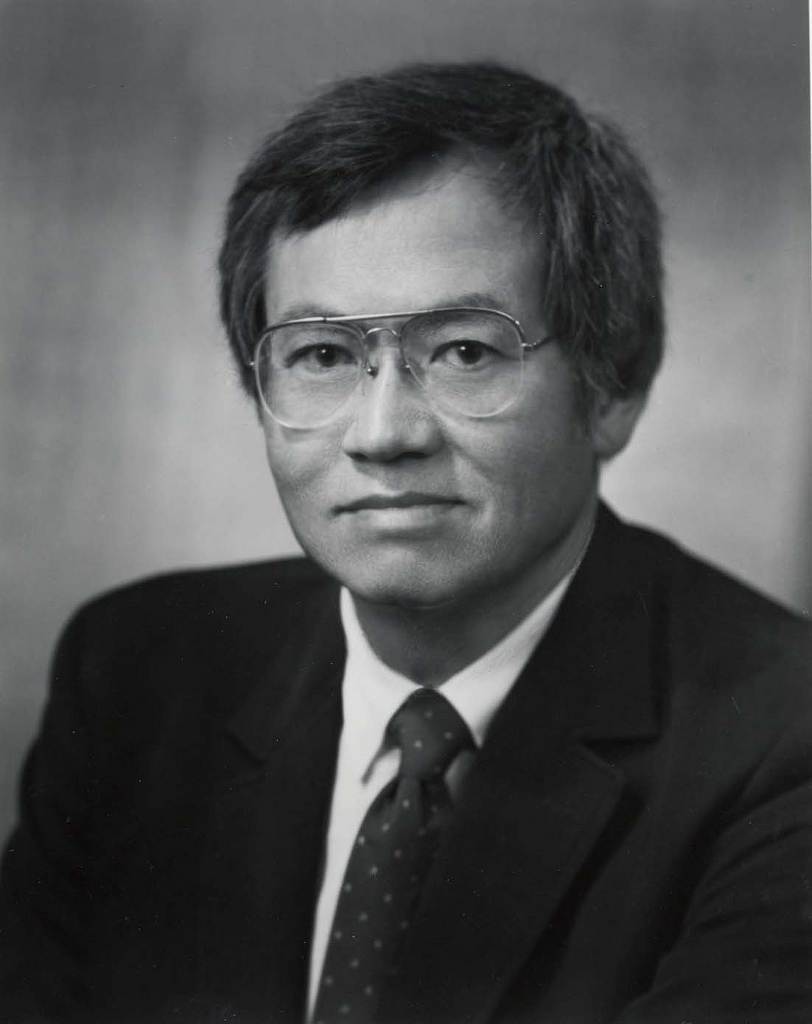
Gyo Obata nel 1980

Dopo aver trascorso l'infanzia a San Francisco con la famiglia, durante la Seconda Guerra Mondiale i genitori rimasero vittime dell'internamento dei giapponesi, mentre Ghyo Obata riuscì di poco a evitarlo facendosi trasferire dalla facoltà di architettura dell'Università della California-Berkeley a quella della Università Washington a Saint Louis, l'unica disposta ad accettare studenti giapponesi. Qui si laureò nel '45.
Proseguì gli studi con il maestro architetto finlandese Eliel Saarinen alla Cranbrook Academy of Art di Bloomfield Hills, nel Michigan, completando il master in architettura e design urbano nel 1946.
Dopo aver prestato servizio nell'Esercito degli Stati Uniti dal '46 al '47 e aver lavorato come architetto nell'ufficio di Chicago di Skidmore, Owings e Merrill dal 1947 al 1951, nel '51 Obata tornò a St. Louis per diventare membro della ditta di Minoru Yamasaki, il progettista delle torri del World Trade Center. Quattro anni dopo, nel 1955, si unì agli architetti George Hellmuth e George Kassabaum per fondare lo studio di architettura Hellmuth, Obata e Kassabaum, con sede a St. Louis.
In parte grazie all'abilità e alla crescente reputazione di Obata, l'azienda ottenne una notorietà mondiale e lo stesso Obata fu più volte premiato per i suoi progetti. HOK ha oltre 1.800 dipendenti in 23 uffici distribuiti in tutto il mondo.
Nel 2010, Marlene Ann Birkman pubblicò il libro biografico intitolato Gyo Obata: Architect | Clients | Reflections, che presenta 30 progetti (e clienti) di Obata nell'arco di cinque decenni.

La filosofia progettuale di Obata è quella di «fornire spazi che non siano solo funzionali, ma che migliorino anche la qualità della vita di coloro che lavorano e vivono al loro interno». Nel libro afferma:
(Gyo Obata, 2010)

## Premi e riconoscimenti
- 1969: eletto fellow dell'American Institute of Architects
- 1990: dottorato honoris causa in Belle Arti alla Università Washington a Saint Louis
- 1991: membro del comitato del consiglio direttivo del Presidio di San Francisco
- 1991: dottorato onorario in Belle Arti all'Università del Missouri
- 1991: menzione nella Walk of Fame di St. Louis[4]
- 1992: nominato per primo come professore ospite di architettura nella cattedra intitolata a Howard A. Friedman presso l'Università della California - Berkeley
- 1999: dottorato onorario ricevuto dalla Southern Illinois University Edwardsville
- 2002: Gold Award Honor dell'American Institute of Architects di St. Louis
- 2004: Lifetime Achievement Award in the Arts da parte de Japanese American National Museum
- 2008: Lifetime Achievement Award da parte del St. Louis Arts and Education Council
- 2008: medaglia al merito da parte del decano della Università Washington a Saint Louis nell'ambito dei Sam Fox Awards

## Galleria d'immagini

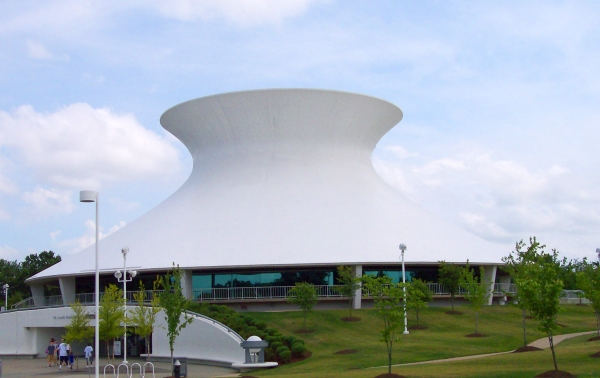
Il James S. McDonnell Planetarium, struttura iperboloide a guscio sottile, elemento architettonico del Campus Scientifico di St. Louis
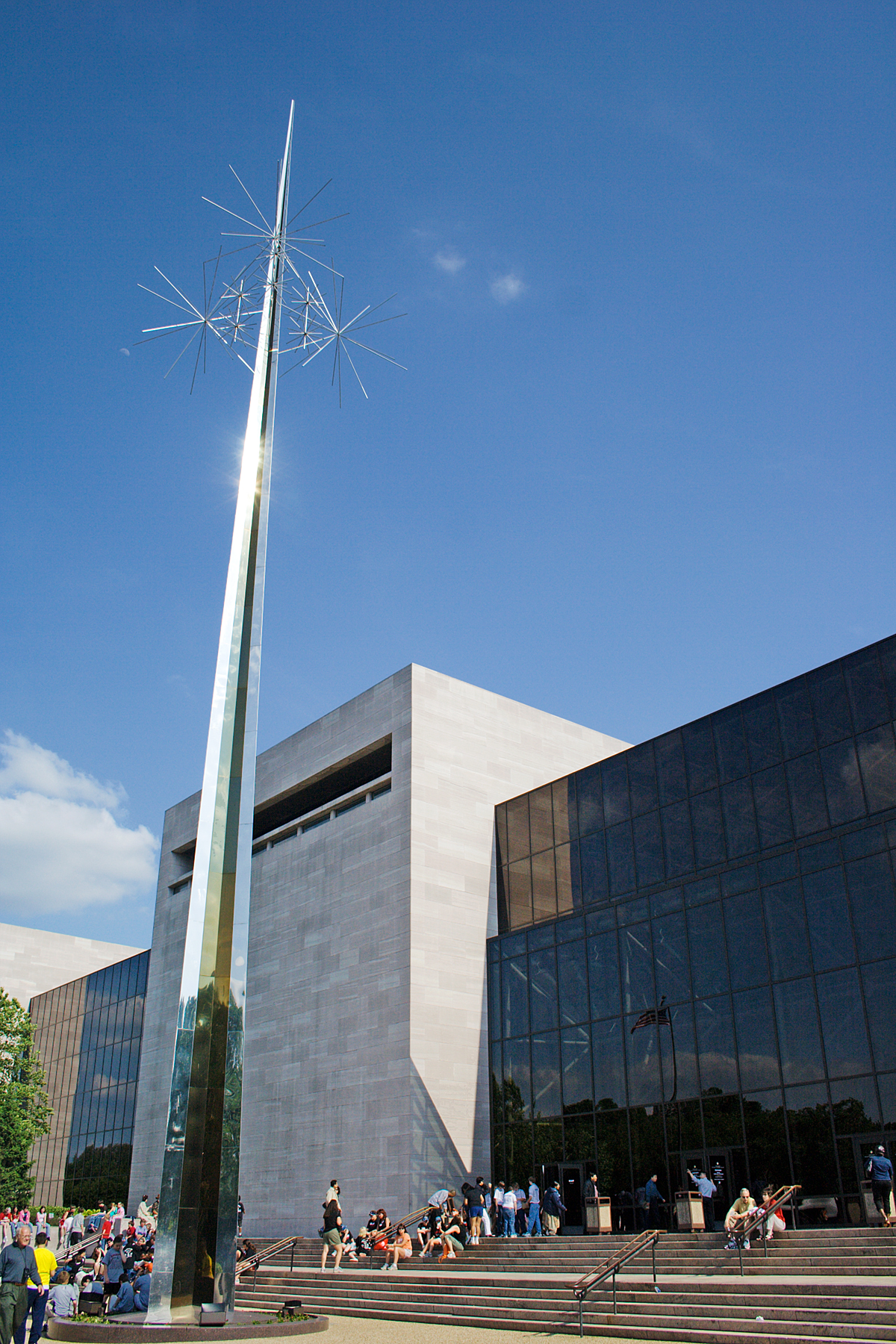
National Air and Space Museum in Washington
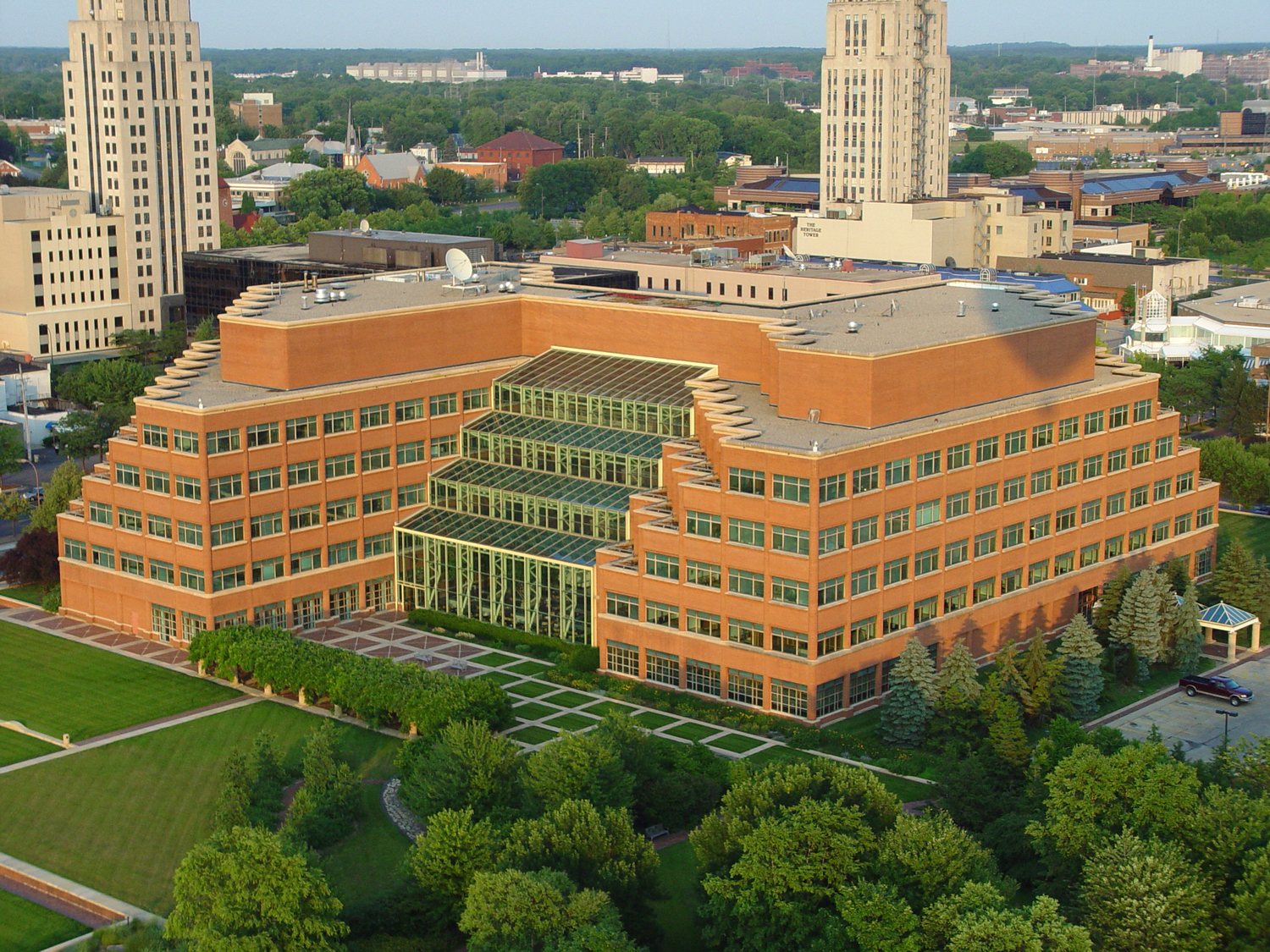
Il quartier generale della Kellogg Company a Battle Creek, nel Michigan
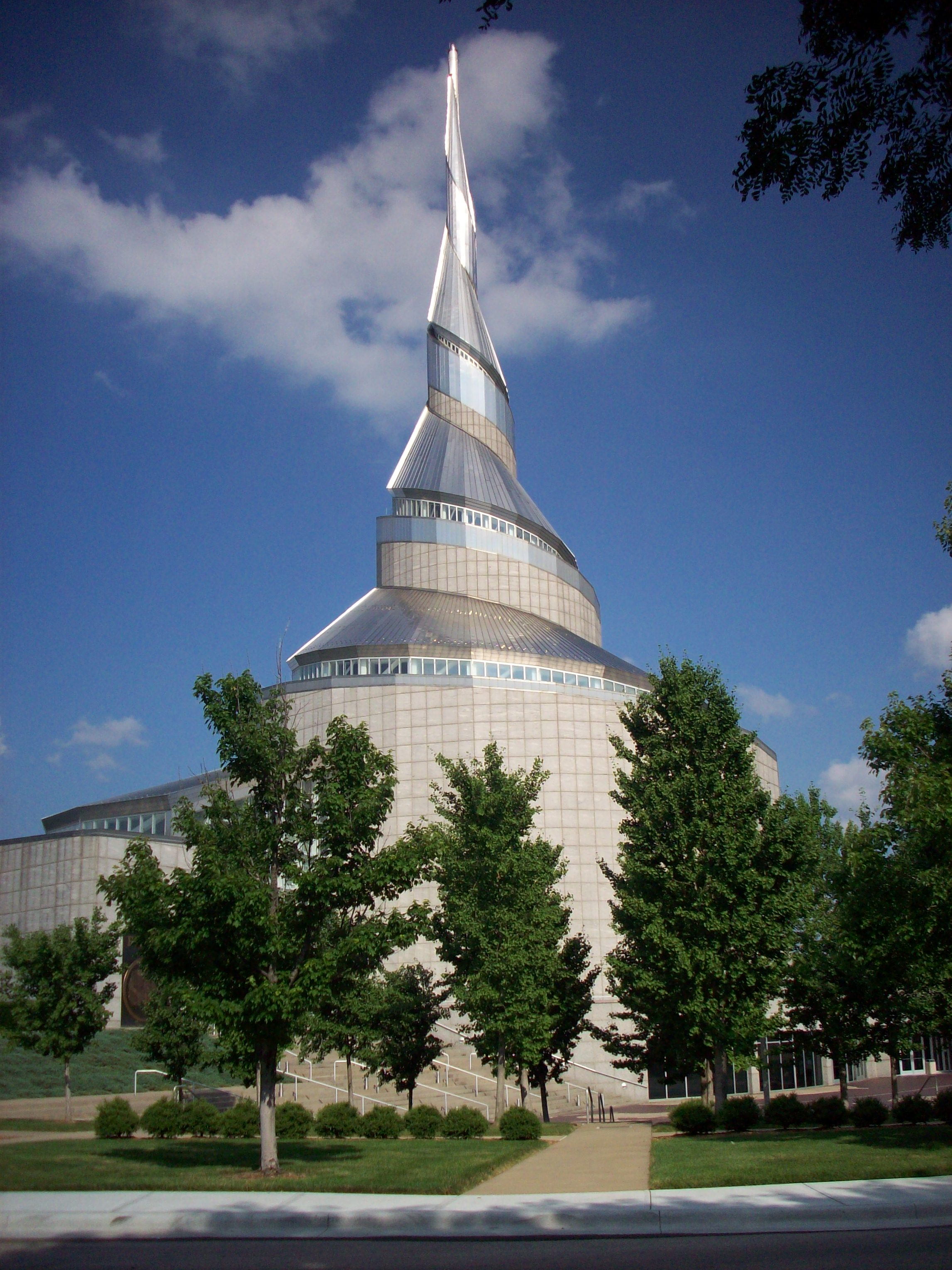
L'Independence Temple a Independence
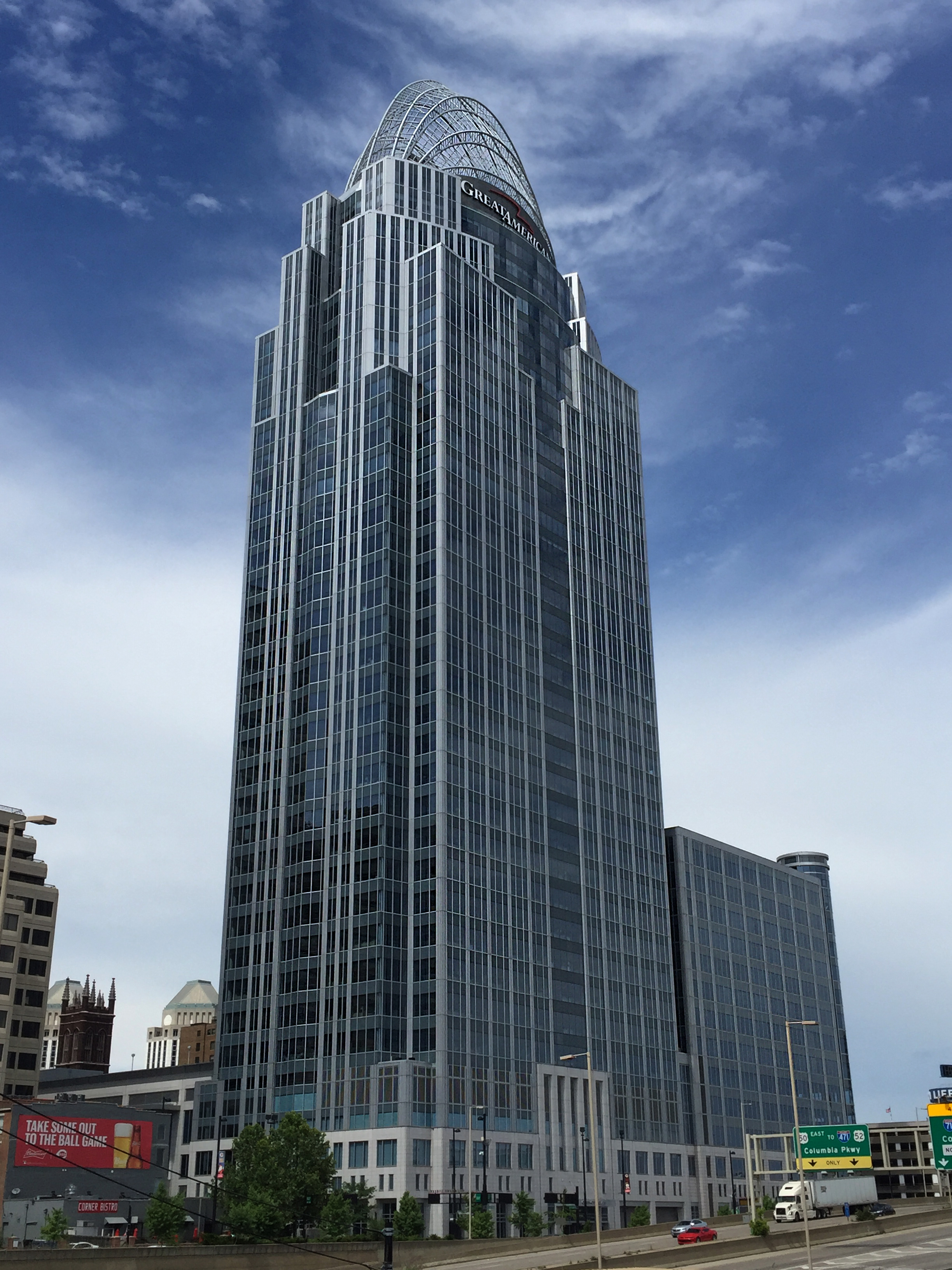
La Great American Tower at Queen City Square di Cincinnati